# BIOGRAPHY II
『BIOGRAPHY II』（バイオグラフィー ツー）は、1982年にリリースされた来生たかおのベスト・アルバム（LP〈規格品番：25MS-0002〉／CT〈規格品番：25CS-0002〉）である。

## 概要
※原則的に、来生たかおは“来生”に省略、来生えつこは“来生えつこ”と表記。
既出のオリジナル・アルバム『Natural Menu』『AT RANDOM』『Sparkle』から選曲された8曲に他2曲を加えた構成であるが、ヴォーカルを録り直した楽曲（下記「収録曲」参照）も含まれている。また、オリジナル・アルバムから選出された楽曲には、そのアルバム名も書き添えられている。
歌詞カードには、音楽評論家・三橋一夫の評論が記されている。“来生の楽曲は一見地味ながら色褪せない楽曲は安らぎと親しみを備えている”といった内容で、帯のコピーはこの評論を要約したような記述になっている。また、来生姉弟のコメントや来生へのインタビュー、コンサート評、「シルエット・ロマンス」の楽譜（編曲：藤沢道雄）等が付属している。
ジャケット写真は、ベスト・アルバム『ベスト・コレクション Songs』及び第12弾オリジナル・シングル「気分は逆光線」（共に1982年4月25日リリース）と同じもの（モノクロの来生自身）が使用されている。
編曲者の“矢倉銀”は、来生のペンネームである。
2003年11月26日には、本アルバムと『BIOGRAPHY』を基調に収録曲を入れ替えたベスト・アルバム『GOLDEN☆BEST 来生たかお BIOGRAPHY』がリリースされている。
2018年12月19日ユニバーサルミュージックから紙ジャケット仕様にて初CD化。(品番：UPCY-9877)

## パッケージの体裁

### アルバムタイトル
※初出のジャケット表記“BIOGRAPHY II”以外のもの
ジャケット
- CT：？

ケースの側面部
- CT：？

帯
- “Takao Biography II”“ベスト・セレクションII”の併記

なお、各種ディスコグラフィーによっても表記は片仮名やアルファベットになっている。

### 帯のコピー
- LP：今、ポップシーンに新たな扉がひらいた。来生たかおフェア 確かな音楽活動と優しさに裏打ちされた来生たかおの世界。どうして今迄気にとめなかったのだろうと悔む人々に……

なお、色は“黒地”と“黄色地”の2種類が存在する。

## 収録曲
LP版・CT版
各曲の収録時間はLPの記載に準拠

### SIDE 1
1. ほんの、ノスタルジー（from Album “At Random”）（3：56）
  - 作詞：来生えつこ ／ 作曲：来生たかお ／ 編曲：星勝
  - 第8弾オリジナル・シングル及びオリジナル・アルバム『AT RANDOM』収録ヴァージョンとは異なり、ヴォーカルが録り直されている。ベスト・アルバム『TAKAO GRAFFITI』（1984年12月1日リリース）で初めてCD化された。
  - 楽曲の詳細はオリジナル・アルバム『AT RANDOM』を参照（本曲名には「At Random」と記されているが、オリジナルは全て大文字表記）。
2. Easy Drive（from Album “SPARKLE”）（4：50）
  - 作詞：来生えつこ ／ 作曲：来生たかお ／ 編曲：矢倉銀 ／ コーラス編曲：山川恵津子
  - 楽曲の詳細はオリジナル・アルバム『Sparkle』を参照（本曲名には「SPARKLE」と記されているが、オリジナルは頭文字以外、小文字表記）。
3. あなただけGood Night（from Album “Natural Menu”）（3：37）
  - 作詞：来生えつこ ／ 作曲：来生たかお ／ 編曲：松井忠重
  - 第6弾オリジナル・シングル及びオリジナル・アルバム『Natural Menu』収録ヴァージョンとは異なり、ヴォーカルが録り直されている。本ヴァージョンは映画『あなただけグッドナイト あゝ伝次郎』（1985年／主演：愛川欽也）の主題歌として使用された。ベスト・アルバム『TAKAO GRAFFITI』（1984年12月1日リリース）で初めてCD化された。
4. やさしさ、ひととき（4：04）
  - 作詞：来生えつこ ／ 作曲：来生たかお ／ 編曲：矢倉銀
  - 第9弾オリジナル・シングル「とにかく、あした」収録ヴァージョンとは異なり、ヴォーカルが録り直されている。ベスト・アルバム『GOLDEN☆BEST 来生たかお BIOGRAPHY』（2003年11月26日リリース）で初めてCD化された。
  - 楽曲の詳細は企画アルバム『来生たかお』を参照。
5. Goodbye Day（5：19）
  - 作詞：来生えつこ ／ 作曲：来生たかお ／ 編曲：松井忠重
  - オリジナル・アルバム『Sparkle』収録ヴァージョンとは編曲が異なる。ベスト・アルバム『BEST SELECTIONS』（1987年12月1日リリース）で初めてCD化された。
  - 楽曲の詳細は企画アルバム『来生たかお』、オリジナル・アルバム『Sparkle』を参照。

### SIDE 2
1. 気分は逆光線（4：27）
  - 作詞：来生えつこ ／ 作曲：来生たかお ／ 編曲：星勝
  - 第12弾オリジナル・シングル。ベスト・アルバム『TAKAO GRAFFITI』で初めてCD化された。
2. たそがれの苺（from Album “SPARKLE”）（4：40）
  - 作詞：来生えつこ ／ 作曲：来生たかお ／ 編曲：矢倉銀 ／ コーラス編曲：杉真理
  - オリジナル・アルバム『Sparkle』収録ヴァージョンとは異なり、ヴォーカルが録り直されている。ベスト・アルバム『GOLDEN☆BEST 来生たかお BIOGRAPHY』で初めてCD化された。
  - 楽曲の詳細はオリジナル・アルバム『Sparkle』を参照。
3. Heart Break Wave（from Album “Natural Menu”）（3：55）
  - 作詞：来生えつこ ／ 作曲：来生たかお ／ 編曲：星勝
  - 楽曲の詳細はオリジナル・アルバム『Natural Menu』を参照。なお、オリジナル・タイトル表記は「ハート・ブレイク・ウェイブ」である。
4. 夜の底へ（from Album “At Random”）（4：33）
  - 作詞：来生えつこ ／ 作曲：来生たかお ／ 編曲：矢倉銀
  - オリジナル・アルバム『AT RANDOM』収録ヴァージョンとは異なり、ヴォーカルが録り直されている。ベスト・アルバム『BEST SELECTIONS』で初めてCD化された。
  - 楽曲の詳細はオリジナル・アルバム『AT RANDOM』を参照。
5. シルエット・ロマンス（4：20）
  - 作詞：来生えつこ ／ 作曲：来生たかお ／ 編曲：星勝
  - 大橋純子のシングルとして1981年11月25日にリリースされた提供曲のカヴァーで、第12弾オリジナル・シングル「気分は逆光線」のB面に収録されたのが初出。ベスト・アルバム『TAKAO GRAFFITI』で初めてCD化された。また、企画アルバム『Visitor』では新たな編曲で歌い直している。
  - サンリオ出版「シルエットロマンスシリーズ」のイメージソングとして作られたため、タイトルは最初から決められていた。
  - 幾多のカヴァーが存在する（来生たかお関連作品「被カヴァー曲」参照）。
  - 来生えつこによる同名小説が短編集『エピソード』（角川書店／1988年）に収められている。

## 参加ミュージシャン
記載なし

## 参加スタッフ
- Executive Producer：多賀英典
- Director：本間一泰、角野禎
- Engineer：高城賢、大野進、清水高志 (KRS)
- A & R：井上彬、岩瀬貞行
- Photographer：横木安良夫
- Aart Director：竹内幹雄
- Designer：小杉優
- Stylist：ANJU LENA
- Costume：MEN'S BIGI